# دارل ری
دارِل واین ری (به انگلیسی: Darrel Wayne Ray) متولد ۱۹۵۰ نویسنده و سخن‌گو در زمینه‌های رهبری و توسعه سازمانی است. وی دو کتاب در این زمینه‌ها به چاپ رسانیده‌است. او نویسنده کتاب ویروس خدا: چگونه دین، زندگی و فرهنگ ما را عفونی می‌کند؟، است. ری همچنین بنیان‌گذار سازمانی است با عنوان «دین‌داران بهبودی‌خواه» که به آن دسته از افراد که از اعتقادات دینی خود دست کشیده‌اند، کمک می‌کند تا خود را بازیابند.
او در ماه مه ۲۰۱۱ دست به انجام تحقیقی زد با نام "سکس و سکولاریزم: چه اتفاقی برایتان می‌افتد وقتی از دین خود خارج می‌شوید؟"